# Jørn Didriksen
Jørn Didriksen (n. 27 august 1953, Jevnaker, Oppland, Norvegia) este un scriitor ce a reprezentat Norvegia, medaliat olimpic. A participat la o ediție a Jocurilor Olimpice (1976) în care a câștigat o medalie de argint.

## Participări
Lista de mai jos prezintă principalele competiții la care a participat Jørn Didriksen de-a lungul carierei.
- speed skating at the 1976 Winter Olympics – men's 1000 metres[*]